# 朵貝·楊笙
朵貝·瑪麗卡·楊笙（瑞典語：Tove Marika Jansson，1914年8月9日—2001年6月27日），芬蘭瑞典族作家、小說家與畫家、插畫家和连环画漫画家。她出生和成长在艺术家庭，于1930年到1938期间在斯德哥尔摩、赫尔辛基和巴黎学习绘画艺术。她在1943年举办了首次个人画展。与此同时，她开始给出版社撰写短篇小说和文章，为书籍封面和其他用途创作图案设计。此后的一生，她一直以艺术家和作家的身份进行创作。
扬松为儿童创作了姆明系列作品，在1945年发表了系列中的首部《姆米谷的大洪水》。之后分别再1946年和1948年发表了下两部小说《姆米谷的彗星》和《快乐的姆米家庭》，这两部小说都非常畅销，并促进了第一部小说的销量。在1966年，她作为儿童文学作家获得了国际安徒生文学奖。
自1968年发表的半自传小说《雕塑家的女儿》起，扬松为成年人创作了六部小说，包括倍受喜爱的《夏日书》，以及五部短篇小说集。

## 早年生活

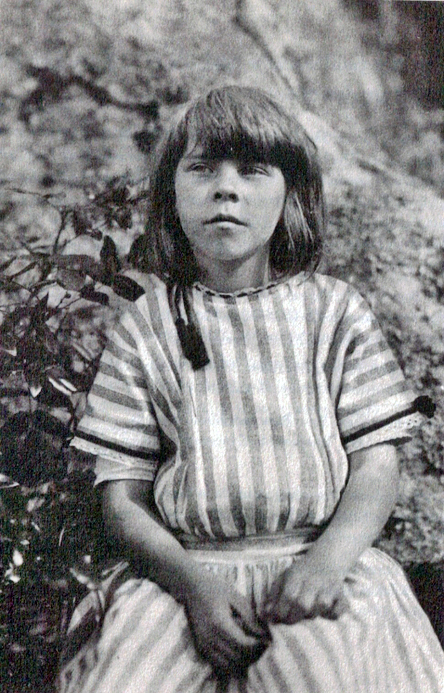
扬松于1923年

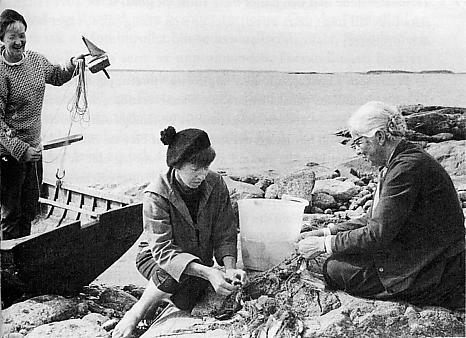
图莉基·皮耶蒂莱、扬松和她母亲于1958年在岛上的夏季木屋

托芙·扬松出生于俄罗斯帝国芬兰大公国赫尔辛基。她的家庭是一个芬兰瑞典族的艺术家庭，父亲维克托·扬松是一位雕塑家，母亲辛内·哈马斯滕-扬松是一位出生在瑞典的图形设计师和插画家。图苇的兄弟后来也成为艺术家：佩尔·奥洛夫·扬松成为了摄影师，拉尔斯·扬松为作家和卡通画家。虽然他们家住赫尔辛基，但整个家庭在很多个夏天里都是在赫尔辛基东边50公里波尔沃小镇不远岛上的租来的木屋里度过的。
扬松于1930至1933年间在斯德哥尔摩的艺术工艺设计大学学习，1933至1937年间在芬兰美术学院的绘画学校学习，最后于1938年在巴黎的艺术学校学习。在1930年代和1940年代初期她的一些艺术作品在画展上展示过。1943年她举办了第一次个人画展。
十四岁时扬松创作并绘制了她的第一本图画书。但这本书直至1933年才得到发表。在1920年代她已经开始出售她的绘画到杂志上发表。
在1930年代扬松游览过几次欧洲其他国家。从这些旅行经历中她写了短篇故事和文章，为它们做了插画，并且发表在杂志、期刊和日报上。在这段时期她也设计了很多书籍封面、广告和明信片。跟从她母亲的榜样，她也为一本芬兰瑞典语反法西斯的讽刺杂志《加姆》（Garm）画插图。
在1940年代她曾跟阿托斯·维尔塔宁短暂地订过婚。在她的求学时期后期时她结识她未来的伴侣图莉基·皮耶蒂莱。这两个女人在很多作品和项目中一起合作，包括与彭蒂·埃斯托拉（Pentti Eistola）一起制作的姆明屋的模型。该模型如今在坦佩雷的姆明博物馆里展出。

## 个人生活
扬松曾有几个男性恋人，包括政治哲学家阿托斯·维尔塔宁，他是姆明形象司那夫金（Snufkin）的灵感来源。但最终她还是迷恋上女人，并与一位已婚的戏剧导演薇薇卡·班德勒有一段秘密的恋情。
1956年扬松结识了她的终身伴侣图莉基·皮耶蒂莱。她们分别居住在相邻街区的各自住处里，并互相暗访。在1960年代，她们在据赫尔辛基100公里处芬兰湾中的一个无人小岛建造了一个木屋，并在夏季月份里在那里居住。
2001年6月27日扬松因患癌症在86岁时去世。她与她父母及兄弟拉尔斯一起安葬于赫尔辛基希耶塔涅米墓园。

## 职业和荣誉
1945年，楊笙完成其處女作《姆米谷的大洪水》，自此成為一名專業的童話作家。她曾榮獲多個獎項，包括：1952年獲斯德哥爾摩最佳兒童讀物獎；1953年獲尼爾‧霍格森獎章；1966年獲國際安徒生獎章；1972年獲瑞典學術獎章等多個獎項。

## 作品

### 《姆明》系列作品

#### 小說
- （1945，《姆米谷的大洪水》）
- （1946，《姆米谷的彗星》）
  - （1968，《姆米谷的彗星》的修订版）
- （1948，《快樂的姆米家庭》）
- （1950，《姆米爸爸的回憶》）
  - （1968，《姆米爸爸的回憶》的修订版）
- （1954，《姆米谷的瘋狂夏日》）
- （1957，《姆米谷的冬天》）
- （1965，《姆米爸爸出海去》）
- （1970，《姆米谷的十一月》）

#### 短篇故事集
- （1962，《姆米谷的伙伴們》）

#### 圖畫集
- （1952，《怎么来着的了？》）
- （1960，《谁去安慰克尼特？》）
- （1977，《危险旅途》）
- （1980，《姆明屋里的坏蛋》）
- （1993，《姆明谷歌集》，音樂書，與拉尔斯·扬松（英语：Lars Jansson (cartoonist)）及埃尔娜·陶罗（英语：Erna Tauro）合著）

#### 漫畫
- ，第1-7部（1977–1981，《姆明》第1-7部，第3–7部與拉尔斯·扬松合著）

### 其他作品

#### 小說
- （1972，《夏日书》）
- （1974，《太阳城市》）
- （1982，《诚实的骗子》）
- （1984，《石阵》）
- （1989，《公平游戏》）

#### 短篇故事集
- （1968，《雕塑家的女儿》，半自传小说）
- （1971，《听者》）
- （1978，《玩具屋及其它故事》）
- （1987，《轻装出行》）
- （1991，《克拉拉的来信及其它故事》）
- （1998，《信息，1971-1997年短篇故事选集》）

#### 其它
- （使用薇拉·海伊/Vera Haij为化名，1933，《萨拉和佩勒和水妖的章鱼》）
- （1993，《来自岛屿的笔记》，自传，由图莉基·皮耶蒂莱（英语：Tuulikki Pietilä）画插图）

## 外部連結
- 朵貝·楊笙 （页面存档备份，存于）在www.moomin.com （文） （瑞典文） （英文）
- 托芙·扬松简介 （页面存档备份，存于） （中文）
- Tove Jansson （页面存档备份，存于）在WSOY （文）
- 姆明“妈妈”——托芙·扬松百年诞辰庆 （页面存档备份，存于）